# Церковь Покрова Пресвятой Богородицы (Чернь)
Церковь Покрова Пресвятой Богородицы  (Свято-Покровский храм) — православный храм Белёвской епархии, расположенный на территории Тульской области в Чернском районе
Престолы: Покрова Пресвятой Богородицы, Всех Святых.

## История
1818 год начало строительства местным купцом Сотниковым В. М.

1843 год храм освящён.

1851 год в церкви построена каменная колокольня.

1856 год в трапезной церкви был устроен придел во имя всех Святых. В последующее время существенных изменений в храме не было.

## Архитектура
Архитектурный тип характеризуется расположением частей церкви (храма, трапезной и колокольни) в одну линию, в чём найдено сходство с кораблём.

## Новое время
В 1937 году храм был разграблен и закрыт. В годы Великой Отечественной войны в стенах храма содержались военнопленные. 

В 1947 году на праздник Святой Пасхи в церкви возобновлены богослужения. 

С мая 2002 года и по настоящее время в храме ежедневно совершаются богослужения: Литургия и уставные службы.

Ремонт и благоукрашение храма продолжаются и в наши дни.

## Галерея

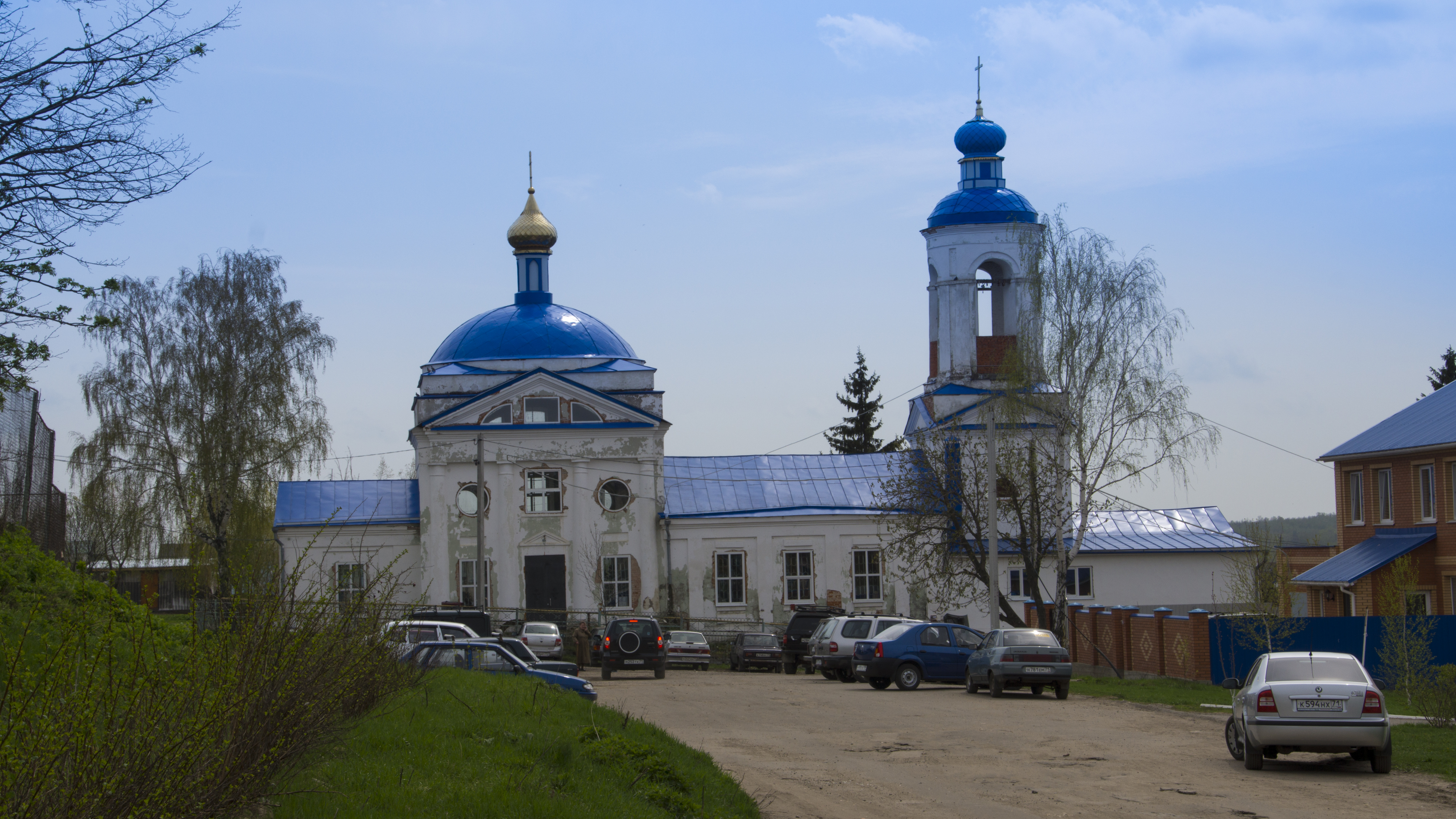
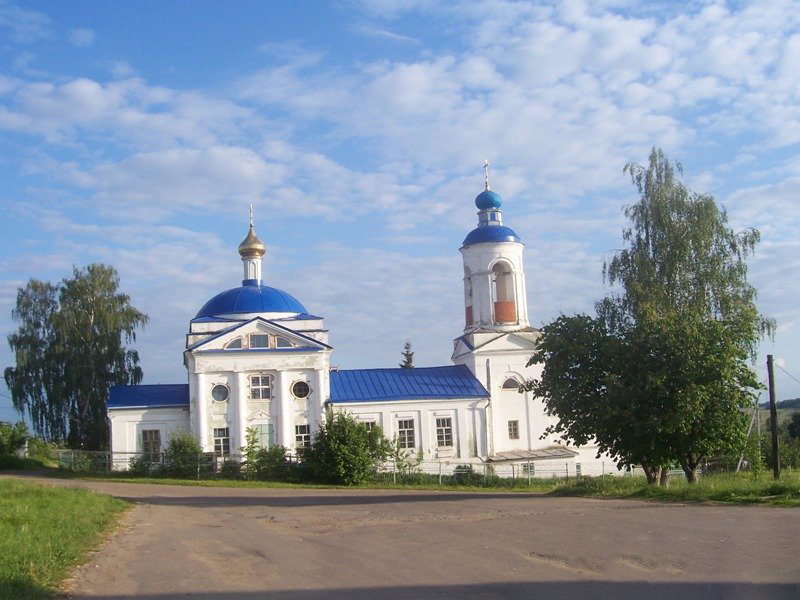

## Духовенство
- Настоятель храма - протоиерей Виталий Ещенко
- Иерей Александр Рысин
- Иерей Павел Марковский[2]